# Eucharidema dichroa
Eucharidema dichroa là một loài bướm đêm trong họ Geometridae.